# Anta de Fonte Coberta
A Anta de Fonte Coberta é um monumento megalítico que se encontra-se situado a cerca de um quilómetro de Vila Chã, no município de Alijó.
Esta anta é constituída por sete esteios, por uma laje e por um diminuto corredor formado por dois esteios deitados e orientados a nascente. Esta anta foi recuperada, tendo sido recolocados alguns esteios que estavam caídos.
A laje ou chapéu com dois metros por três metros e meio, apresenta algumas covinhas insculpidas. Em rochas situadas perto deste dólmen, também foram encontradas covinhas idênticas, assim como alguma gravuras.
Num dos esteios, o terceiro a contar da lado esquerdo da câmara poligonal, existem vestígios de pinturas em cor vermelha. Em alguns dos esteios existem também algumas gravuras insculpidas, como covinhas e alguns sulcos.
Foram identificados alguns vestígios da existência de mamoa, ou seja, vestígios de que esta anta estaria parcialmente enterrada. Esta estrutura também foi parcialmente recuperada.
Esta anta foi classificada como Monumento nacional em 23 de Junho de 1910.